# Pišče
Pišče (en serbe cyrillique : Пишче) est un village de l'ouest du Monténégro, dans la municipalité de Plužine.

## Démographie

### Évolution historique de la population
| 1948 | 1953 | 1961 | 1971 | 1981 | 1991 | 2003 |
| ---- | ---- | ---- | ---- | ---- | ---- | ---- |
| 198  | 224  | 220  | 199  | 147  | 112  | 84   |